# Peraclistus stimula
Peraclistus stimula är en plattmaskart som först beskrevs av Ax 1977, och fick sitt nu gällande namn av Tor Karling 1978. Peraclistus stimula ingår i släktet Peraclistus och familjen Monocelididae. Inga underarter finns listade i Catalogue of Life.